# Френк Морган
Френк Морган (англ. Frank Morgan; при народженні — Френсіс Філліп Вапперманн (англ. Francis Phillip Wuppermann); 1 червня 1890, Нью-Йорк, Нью-Йорк, США — 18 вересня 1949, Беверлі-Гіллз, Каліфорнія, США) — американський актор, дворазовий номінант на премію «Оскар». Найбільш відомий за роллю Чарівника країни Оз в однойменному фільмі 1939 року. Володар іменної зірки на Голлівудській «Алеї слави».

## Біографія
Френк Морган народився 1 червня 1890 року в Нью-Йорку, в родині Джорджа і Джозефіни Вапперманнів. Крім Френка, в сім'ї росли десятеро дітей (п'ять хлопчиків і четверо дівчаток). Батьки Френсіса заробляли на життя поширюючи напій ангостура, гроші пішли на вступ юнака в Корнелльський університет. Після закінчення університету, старший брат Френсіса, успішний кіноактор Ральф Морган, запросив його на знімальний майданчик фільму «Підозрюваний» і запропонував йому невелику роль поліцейського. Тоді ж Френсіс придумав собі псевдонім «Френк Морган».
Відтоді актор активно знімався в кіно, включаючи такі популярні тоді фільми, як «Грубіян», «Найбільша помилка кохання» і «Небезпечна Нан МакГрю». З приходом звукового кіно кар'єра актора пішла на спад, цілих три роки він не знімався в кіно. Колишня слава повернулася до Моргана в 1935 році, коли він був номінований на престижну премію «Оскар» за роль Алессандро у фільмі Грегорі Ла Кави «Романи Челліні», але програв Кларку Гейблу. Через чотири роки актор виконав роль Чарівника країни Оз в однойменній екранізації роману Лаймена Френка Баума «Чарівник країни Оз».
Друга номінація на «Оскар» відбулася в 1943 році за роль другого плану у фільмі Віктора Флемінга «Квартал Тортілья-Флет». Однак і тоді Морган програв Вану Гефліну.
Останніми роботами актора стали ролі Барні Вайлі в комедії Сема Вуда «Історія Страттона» і пожежника Даггана в трагікомедії Джорджа Сідні «Ключ до міста». Френк Морган помер від інфаркту 18 вересня 1949 року під час зйомок фільму «Енні отримує вашу зброю», Де актор грав роль полковника Вільяма Коді; його замінив Луїс Келхерн. Френк Морган похований на кладовищі Грін-Вуд в Брукліні, Нью-Йорк.

## Вибіркова фільмографія
| Рік  |   | Українська назва         | Оригінальна назва        | Роль                                                   |
| ---- | - | ------------------------ | ------------------------ | ------------------------------------------------------ |
| 1930 | ф | Сміх                     | Laughter                 | C. Мортімер Гібсон                                     |
| 1933 | ф | Алілуя, я ледар          | Hallelujah I'm a Bum     | мер Джон Гастінгс                                      |
| 1933 | ф | Возз'єднання у Відні     | Reunion in Vienna        | доктор Антон Кінг                                      |
| 1933 | ф | Коли дами зустрічаються  | When Ladies Meet         | Роджер                                                 |
| 1933 | ф | Бродвей в Голлівуді      | Broadway to Hollywood    | Тед Гакетт                                             |
| 1934 | ф | Романи Челліні           | The Affairs of Cellini   | Алессандро — герцог Флоренції                          |
| 1935 | ф | Я живу своїм життям      | I Live My Life           | Дж. П. Бентлі                                          |
| 1936 | ф | Великий Зігфільд         | The Great Ziegfeld       | Джек Біллінгс                                          |
| 1937 | ф | Кінець місіс Чейні       | The Last of Mrs. Cheyney | лорд Келтон                                            |
| 1937 | ф | Розалі                   | Rosalie                  | король                                                 |
| 1938 | ф | Порт семи морів          | Port of Seven Seas       | Оноре Панісс                                           |
| 1939 | ф | Чарівник країни Оз       | The Wizard of Oz         | Чарівник країни Оз / професор Марвел / сторож / візник |
| 1943 | ф | Тисячі привітань         | Thousands Cheer          | доктор Френк Морган                                    |
| 1944 | ф | Кісмет                   | Kismet                   | оповідач                                               |
| 1946 | ф | Мужність Лессі           | Courage of Lassie        | Гаррі Макбейн                                          |
| 1947 | ф | Вулиця Зеленого дельфіна | Green Dolphin Street     | Едмонд Озанн                                           |
| 1948 | ф | Три мушкетери            | The Three Musketeers     | король Луї XIII                                        |
| 1949 | ф | Історія Страттона        | The Stratton Story       | Барні Вайл                                             |
| 1950 | ф |                          | Key to the City          | Дагган                                                 |